# Лудвиг Франц фон Зайн-Витгенщайн-Берлебург
Лудвиг Франц фон Зайн-Витгенщайн-Берлебург (на немски: Ludwig Franz von Sayn-Wittgenstein-Berleburg; * 17 април 1660, Берлебург; † 25 ноември 1694, Берлебург) е граф на Зайн-Витгенщайн-Берлебург.

## Произход
Той е единственият син на граф Георг Вилхелм фон Зайн-Витгенщайн-Берлебург (1636 – 1684) и първата му съпруга Амели Маргерит де Ла Плац (1635 – 1669), дъщеря на маркиз Франсоа де Ла Плац, губернатор на Реес († 1666), и Анна Маргарета фон Бредероде (1634 – 1635).
Баща му Георг Вилхелм се жени втори път на 13 ноември 1669 г. за графиня София Елизабет фон Вид (1651 – 1673) и трети път на 24 юни 1674 г. за графиня Шарлота Амалия фон Изенбург-Бюдинген-Офенбах (1651 – 1725).
Лудвиг Франц умира на 25 ноември 1694 г. в Берлебург на 34 години.

## Фамилия
Лудвиг Франц се жени на 27 октомври 1685 г. в Браке за графиня Хедвиг София фон Липе-Браке (* 20 февруари 1669, Браке; † 5 април 1738, Берлебург), дъщеря на граф Казимир фон Липе-Браке (1627 – 1700) и Анна Амалия фон Зайн-Витгенщайн (1641 – 1685), дъщеря на граф Ернст фон Зайн-Витгенщайн-Хомбург. Те имат децата:
- Казимир (1687 – 1741), граф на Зайн-Витгенщайн-Берлебург, господар на Хомбург, Фалендар и Ноймаген, женен I. на 18 февруари 1711 г. във Вехтерсбах за графиня Мария Шарлота фон Изенбург-Бюдинген-Вехтерсбах (1687 – 1716), II. на 6 май 1717 г. в Еберсдорф за графиня Естер Мария Поликсена фон Вурмбранд-Щупах (1696 – 1755)[4]
- София Флорентина (1688 – 1745), омъжена на 19 ноември 1712 г. за граф Хайнрих Албрехт фон Зайн-Витгенщайн-Хоенщайн (1658 – 1723)
- Мария Амалия (1689 – умира млада)
- Шарлота Хенриета (1691 – 1691)
- Карл Вилхелм (1693 – 1749), граф на Зайн-Витгенщайн в Карлсбург-Реда, женен I. на 28 декември 1727 г. за графиня Йохана Луиза фон Бентхайм-Текленбург (1696 – 1735), II. 21 ноември 1737 г. за графиня Шарлота Луиза Хенкел фон Донерсмарк (1709 – 1784)
- Лудвиг Франц (1694 – 1750), граф на Зайн-Витгенщайн-Берлебург в Лудвигсбург, женен на 17 март 1722 г. в Барут за графиня Хелена Емилия фон Золмс-Барут (1700 – 1750)[5]